# فرانك ستيفنسون
فرانك ستيفنسون (بالإنجليزية: Frank Stephenson)‏ هو مصمم أمريكي، ولد في 3 أكتوبر 1959 في الدار البيضاء في المغرب.

## وصلات خارجية
- فرانك ستيفنسون على موقع الموسوعة البريطانية (الإنجليزية)